# 烏拉圭—越南關係
烏拉圭—越南關係（西班牙語：Relaciones Uruguay-Vietnam）是指拉丁美洲国家烏拉圭与东南亚国家越南之間的雙邊關係。兩國均為七十七國集團、東亞－拉丁美洲合作論壇成員國。

## 政治交流
在越南民主共和國（北越）成立以前的1912年，越南共產黨締造者之一的胡志明就曾在出國考察期間於乌拉圭首都蒙得维的亚停留。
冷战时期，乌拉圭曾有民众反对美国出兵攻打北越；国内还有要求与包括北越在内的社会主义国家发展经贸关系的呼声。但当时的乌拉圭政府长期奉行反共主义，與北越及其继承者越南社会主义共和国等共产主义国家甚少有贸易往来，1974年6月，乌拉圭正式承认越南共和国，直至1975年南越覆亡為止:5。但在冷战后期，乌拉圭实现了民主转型，开始改善与共产主义国家的外交关系；最终，越南社会主义共和国與烏拉圭於冷战结束后的1993年8月11日建立了大使级外交关系。
乌拉圭总统塔瓦雷·巴斯克斯在2007年11月出访越南，其后双边接触更加频繁，2023年，越南国会主席王廷惠首次出访乌拉圭，越南官媒越南通讯社指出其访问有助于巩固两国传统友谊、提高越乌两国合作效果，并凸显越南对乌拉圭外交政策上的重视。

### 外交代表机构
在建交之初，烏拉圭政府任命駐馬來西亞大使兼轄越南，直至2011年8月16日在河內開設了駐越大使館，并兼轄新加坡、缅甸及尚未建交的老挝，乌拉圭也在越南第一大城市胡志明市设有名誉领事馆。而越南暫未在乌拉圭设立大使館，对乌拉圭的相关事务由驻阿根廷大使馆兼轄。

## 经贸关系
进入21世纪，兩國貿易往來密切，貿易總額不斷增加。2009年，两国签署了促进与保护投资协定，为两国经贸关系的进一步加强提供了法理依据；2013年，乌拉圭承认了越南的市場經濟地位，同年，越南向乌拉圭开放了肉类市场，令该国成为了烏拉圭在亚洲重要的牛肉出口市場之一；2022年，两国之间的进出口总额约1.905亿美元，较2021年增长了106.5%。其中越南对乌拉圭出口额达1.029亿美元，主要出口鞋类、服装、电脑、电子产品及零部件及水产品等；乌拉圭对越出口额达8,760万美元，主要出口木制品、药品、乳制品及饲料等。现今，越南政府不仅希望作为乌拉圭产品进入东南亚各国的门户，也有兴趣与包括乌拉圭在内的南方共同市场诸国签署自由贸易协定。
越、乌两国相互投资额不多，2016年，由阿根廷、巴拉圭、乌拉圭等南美三国官员和企业家组成的代表团访问越南，考察了乌拉圭与越南企业建立直接贸易关系以及同越南推动贸易投资的合作的可能性。

## 旅遊

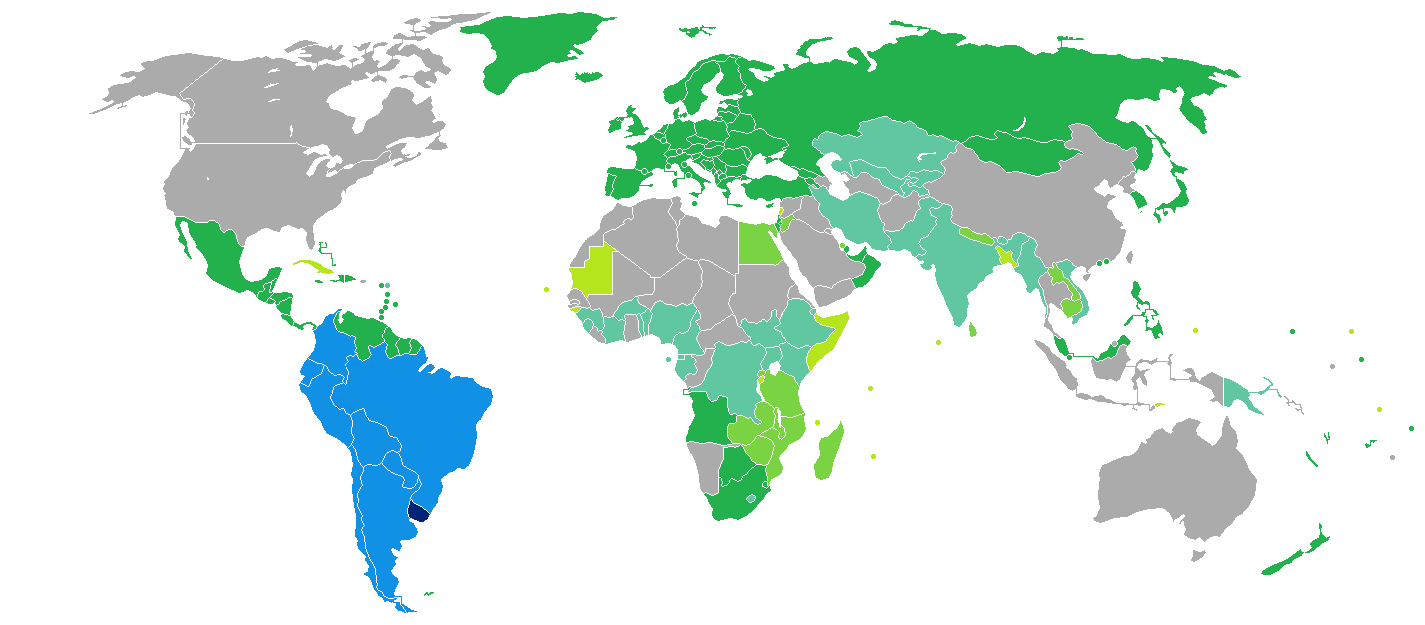
持烏拉圭護照的烏拉圭公民可以電子簽證入境越南。

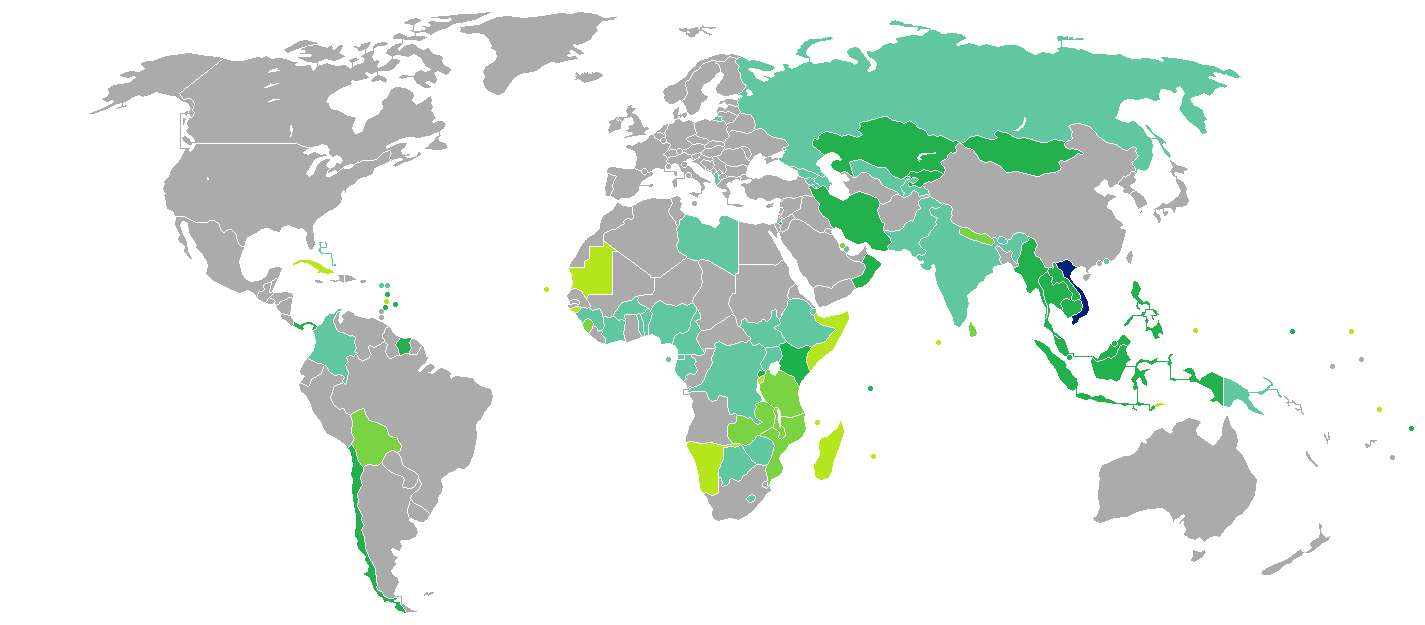
持越南護照的越南公民必須申請簽證方可入境烏拉圭。

### 簽證
參見：烏拉圭簽證政策和烏拉圭公民簽證要求
以及：越南簽證政策和越南公民簽證要求
兩國公民皆須申請簽證方可入境對方國家。自2017年起，持有烏拉圭護照的烏拉圭公民可以申請30天单次入境电子签证，签证费为25美元；自2023年8月15日起，電子簽有效期限由30天延长至90天。若只前往富国岛，可在岛上免签证停留30天。
持越南護照的越南公民必須申請簽證方可入境烏拉圭，而越南外交或公務護照的持有人则可以免簽證入境。